# غوستافو ساينز
غوستافو ساينز (بالإسبانية: Gustavo Sainz)‏ (13 يوليو 1940، مدينة مكسيكو في المكسيك - 26 يونيو 2015، بلومنغتون في الولايات المتحدة)؛ كاتب وروائي مكسيكي.

## الجوائز
- زمالة غوغنهايم